# Peter Barker
Peter Barker (* 26. September 1983 in London) ist ein ehemaliger englischer Squashspieler.

## Karriere
Peter Barker besuchte von 1995 bis 2002 die Brentwood School in Essex und begann direkt im Anschluss seine professionelle Karriere. 2007 wurde Barker mit der englischen Nationalmannschaft in Chennai Weltmeister, 2011 wurde er gemeinsam mit der Mannschaft hinter Ägypten Vizeweltmeister. Außerdem gewann er mit der Mannschaft zahlreiche Europameistertitel. Bei den Commonwealth Games 2010 in Indien gewann Peter Barker die Bronzemedaille im Einzel, im selben Jahr erreichte er bei der Einzel-Weltmeisterschaft das Halbfinale. Im Dezember 2012 erreichte er in der Weltrangliste mit Platz fünf seine beste Platzierung. Er gewann 16 Titel auf der PSA World Tour. Bei den Commonwealth Games 2014 in Glasgow gewann er im Einzel eine weitere Bronzemedaille. Im November 2015 beendete er aufgrund anhaltender Verletzungsprobleme im Rahmen der Hong Kong Open seine Karriere.

## Erfolge
- Weltmeister mit der Mannschaft: 2007
- Europameister mit der Mannschaft: 9 Titel (2006–2014)
- Gewonnene PSA-Titel: 16
- Commonwealth Games: 1 × Silber (Mixed 2014), 2 × Bronze (Einzel 2010 und 2014)